# Fechteuropameisterschaften 1992
Die Europameisterschaften im Fechten 1992 fanden in Lissabon statt. Es wurden fünf Wettbewerbe im Einzel ausgetragen, Mannschaftswettbewerbe gab es im Gegensatz zum Vorjahr keine. Erfolgreichste Nation war Deutschland mit insgesamt sechs Medaillen.

## Herren

### Degen (Einzel)
| Platz | Sportler          | Land |
| ----- | ----------------- | ---- |
| 1     | Michael Flegler   | GER  |
| 2     | Günther Krajewski | GER  |
| 3     | Reinhard Berger   | GER  |
| 3     | César González    | SPA  |

### Florett (Einzel)
| Platz | Sportler       | Land |
| ----- | -------------- | ---- |
| 1     | Michael Ludwig | AUT  |
| 2     | Márk Marsi     | HUN  |
| 3     | Ola Kajbjer    | SWE  |
| 3     | Laurent Bel    | FRA  |

### Säbel (Einzel)
| Platz | Sportler               | Land |
| ----- | ---------------------- | ---- |
| 1     | Raffaello Caserta      | ITA  |
| 2     | Jean-Philippe Daurelle | FRA  |
| 3     | Luigi Tarantino        | ITA  |
| 3     | György Boros           | HUN  |

## Damen

### Degen (Einzel)
| Platz | Sportler               | Land |
| ----- | ---------------------- | ---- |
| 1     | Marina Várkonyi        | HUN  |
| 2     | Elisabeth Knechtl      | AUT  |
| 3     | Laura Chiesa           | ITA  |
| 3     | Renate Riebandt-Kaspar | GER  |

### Florett (Einzel)
| Platz | Sportler         | Land |
| ----- | ---------------- | ---- |
| 1     | Sabine Bau       | GER  |
| 2     | Aida Mohamed     | HUN  |
| 3     | Rozalia Husti    | GER  |
| 3     | Sofia Shesnovich | BLR  |

## Medaillenspiegel
| Platz  | Land        | Gold | Silber | Bronze | Gesamt |
| ------ | ----------- | ---- | ------ | ------ | ------ |
| 1      | Deutschland | 2    | 1      | 3      | 6      |
| 2      | Ungarn      | 1    | 2      | 1      | 5      |
| 3      | Österreich  | 1    | 1      | 0      | 2      |
| 4      | Italien     | 1    | 0      | 2      | 3      |
| 5      | Frankreich  | 0    | 1      | 1      | 2      |
| 6      | Schweden    | 0    | 0      | 1      | 1      |
| 6      | Spanien     | 0    | 0      | 1      | 1      |
| 6      | Belarus     | 0    | 0      | 1      | 1      |
| Gesamt | Gesamt      | 5    | 5      | 10     | 20     |